# Públio Servílio Prisco Estruto
Públio Servílio Prisco Estruto (em latim: Publius Servilius Priscus Structus) foi um senador nos primeiros anos República Romana e cônsul em 494 a.C.. Servílio é considerado o pai do futuro cônsul Espúrio Servílio Prisco (476 a.C.) e avô do futuro cônsul Públio Servílio Prisco (463 a.C.).

## Consulado
Servílio foi cônsul em 495 a.C. juntamente com Ápio Cláudio Sabino Inregilense e o primeiro da gente Servília. Durante seu mandato, Servílio liderou as forças romanas com sucesso contra os invasores volscos, derrotando-os numa batalha perto de Roma, capturando e saqueando a cidade de Pometia.
Depois, em 495 a.C., Servílio liderou a infantaria romana na vitória contra um exército invasor sabino e, logo em seguida, derrotou um exército aurunco perto de Ariccia.

## Assuntos domésticos
Imediatamente antes e depois da invasão volsca, Servílio se envolveu na disputa sobre o alto nível de endividamente sofrido pela plebe romana. Segundo Lívio, dos dois cônsules, Ápio era o mais duro e Servílio, o mais ameno, o que levou o primeiro a tratar da questão de forma desgostosa e o segundo, com simpatia.
Nos debates no senado, convocado pelos cônsules, Servílio defendeu um alívio para os débitos a ser concedido aos plebeus. Quando a ameaça volsca se tornou iminente, o senado escolheu-o por sua postura mais amena, o que garantiria um alistamento mais tranquilo das tropas, que eram formadas por cidadãos da plebe. Servílio seguiu para a assembleia e avisou ao povo que o Senado estava considerando medidas para aliviar as preocupações do povo, mas teve que ser interrompido por causa das notícias da invasão. Ele exortou a população a colocar de lado suas preocupações momentaneamente para permitir que Roma lutasse como uma só contra o inimigo comum. Além disso, ele anunciou um édito proclamando que nenhum cidadão romano seria detido, seja acorrentado ou aprisionado, por se alistar na luta e que nenhum soldado, enquanto estivesse servindo ao exército, teria seus bens tomados ou vendidos e nem teria seus filhos ou netos presos. Imediatamente, os devedores que estavam presos foram soltos e alistados. A massa se juntou a eles e toda a plebe se juntou no fórum para realizar o juramento militar. Logo depois, Servílio liderou seu exército contra os volscos.
Com o retorno do exército a Roma, as tensões se renovaram quando o colega de Servílio, Ápio Cláudio, publicou decretos com penas ainda mais severas para os devedores. O senado se alinhou com Ápio e o povo se enfureceu com Servílio, pois suas promessas de alívio anteriores à guerra não foram cumpridas. Ele ficou isolado politicamente, sem aliados, pelo resto de seu mandato.
Enquanto isso, os cônsules não conseguiam decidir entre eles quem deveria dedicar um novo templo a Mercúrio. O senado deferiu a decisão à assembleia popular e decretou ainda que o cônsul que fosse escolhido deveria exercer funções adicionais, incluindo presidir os mercados, estabelecer novas guildas mercantis e exercer as funções de pontífice máximo. O povo, para irritar o senado e os cônsules, conferiu a honra ao primipilo (um dos oficiais militares mais sêniore de uma legião) de uma das legiões, chamado Marco Letório.